# Tsuki no Ko
Tsuki no Ko (月の子) é uma série de manga escrita e ilustrada por Reiko Shimizu. Foi publicada na revista LaLa da editora Hakusensha entre 1989 e 1993. Na América do Norte foi publicada pela CMX Manga. O manga foi adaptado para o teatro pelo Studio Life.
A história fala de uma profecia sobre a prole de um alienígena e um humano, que pode salvar ou destruir o mundo. O manga brinca com questões do género e mistério, mostrando ambos os géneros shōjo e ficção científica.

## Manga
Escrito e ilustrado por Reiko Shimizu, o manga foi publicado pela Hakusensha em treze volumes tankōbon entre fevereiro de 1989 e abril de 1993. A editora CMX Manga lançou o manga em treze volumes tankōbon em língua inglesa, entre 1 de dezembro de 2005 e 9 de junho de 2009.